# 斯德哥爾摩-韋斯特羅斯機場
斯德哥爾摩-韋斯特羅斯機場（瑞典語：Stockholm-Västerås flygplats）是瑞典韋斯特羅斯一個國際機場，位於韦斯特罗斯以東，首都斯德哥爾摩以西110公里。雖然機場不在斯德哥尔摩市镇範圍內，甚至不在斯德哥爾摩省內，但機場還是命名為「斯德哥爾摩-韋斯特羅斯機場」。

## 外部連結
- 韋斯特羅斯機場官方網站（页面存档备份，存于）